# Dragon Master
Dragon Master est un jeu vidéo de combat développé et édité en 1994 par l'entreprise coréenne UNiCO Electronics sur borne d'arcade.